# Cừu Shetland
Shetland là một giống cừu nhỏ, cho len có nguồn gốc từ quần đảo Shetland, Scotland nhưng hiện tại cũng được nuôi ở nhiều nơi khác trên thế giới. Nó là một phần của nhóm cừu đuôi ngắn Bắc Âu, và nó có liên quan chặt chẽ với cừu Dunface Scotland đã tuyệt chủng. Shetland được phân loại là một giống đất hoặc"không thể tốt hơn''. Giống cừu này cho len rất mịn, cho thịt và để chăn thả bảo tồn.
Mặc dù Shetland nhỏ và phát triển chậm so với các giống thương mại, nhưng chúng rất khỏe mạnh, tiết kiệm, dễ thở, dễ thích nghi và sống lâu. Giống Shetland đã tồn tại trong nhiều thế kỷ trong điều kiện khó khăn và chế độ ăn nghèo nàn, nhưng chúng phát triển mạnh trong điều kiện tốt hơn. Shetland giữ lại nhiều bản năng sinh tồn nguyên thủy của chúng, vì vậy chúng dễ chăm sóc hơn nhiều giống cừu hiện đại.

## Lịch sử
Cho đến thời đại đồ sắt, cừu của quần đảo Anh và các khu vực khác ở phía Bắc và Tây Âu rất nhỏ, đuôi ngắn, chỉ có sừng ở con đực và có màu khác nhau. Những con cừu đuôi ngắn dần dần bị thay thế bởi những loại đuôi dài, khiến những con cừu đuôi ngắn bị hạn chế ở những khu vực ít được tiếp cận hơn. Chúng bao gồm cừu Dunface Scotland, mà cho đến cuối thế kỷ thứ XVIII là loại cừu chính trên khắp Cao nguyên và Quần đảo Scotland, bao gồm Orkney và Shetland. Dunface đã tuyệt chủng trên đất liền, Scotland, vào cuối thế kỷ XIX, khiến con cháu của nó bị giới hạn ở một vài hòn đảo, bao gồm Quần đảo Shetland. Cừu Shetland của giống Dunface đã được coi là khác biệt kể từ đầu thế kỷ XIX trở về trước.

### Bảo tồn giống

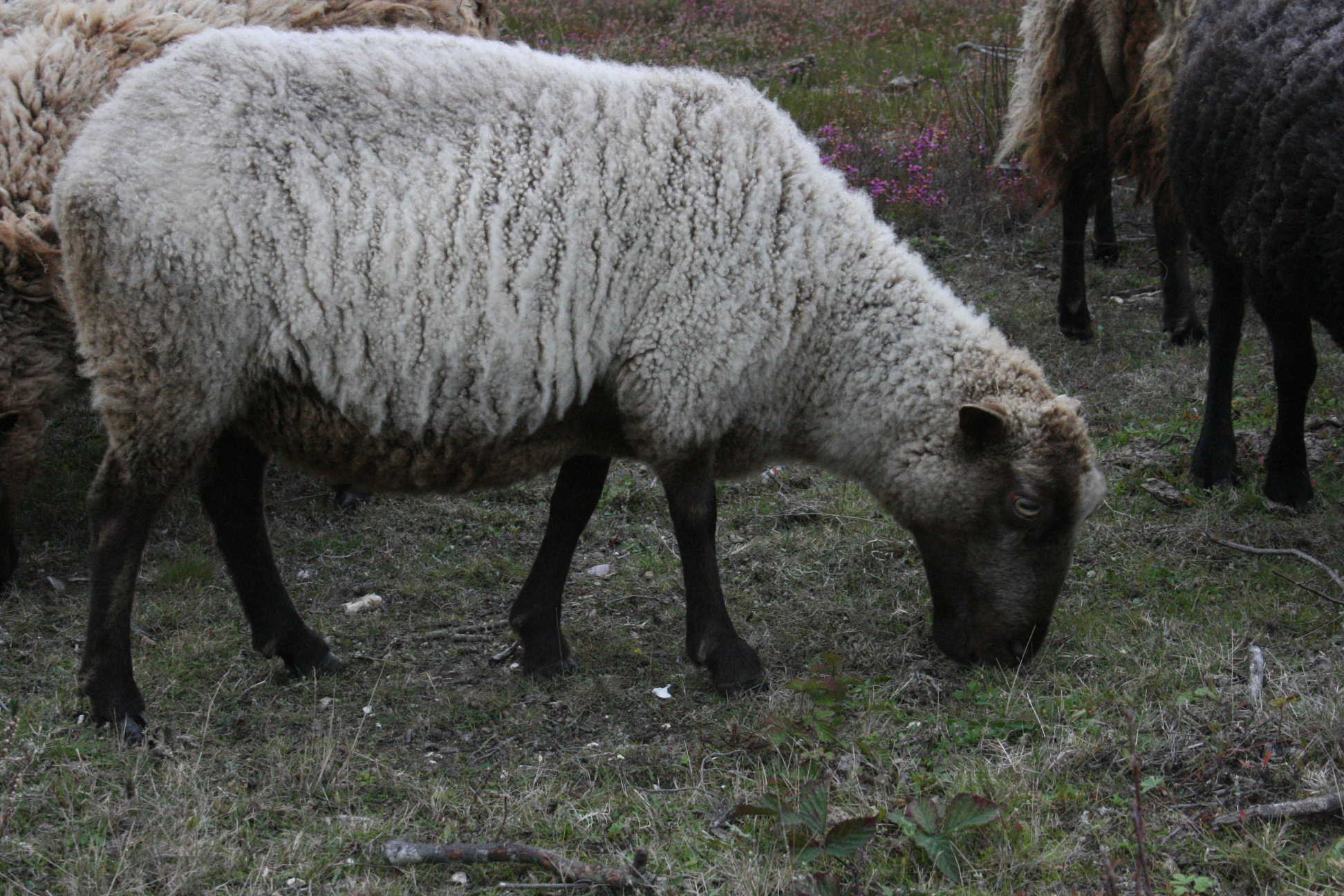
Cừu Shetland cái gặm cỏ trên đất hoang: mô hình này được gọi là katmoget.

Vào đầu thế kỷ XX, Shetland được coi là bị đe dọa bởi sự lai tạo chéo, dẫn đến sự suy giảm chất lượng len. Để chống lại điều này, Hội Sách động vật Shetland được thành lập vào năm 1927 và đây vẫn là cơ quan chịu trách nhiệm bảo vệ giống cừu ở Shetland.
Vào thời điểm Rare Breeds Survival Trust được thành lập vào những năm 1970, Shetland đã trở nên hiếm, và nó được liệt kê là Loại 2 (Có nguy cơ tuyệt chủng). Kể từ đó, giống cừu này đã trở nên phổ biến với các hộ sản xuất nhỏ và hiện được phân loại là Loại 6 (Các giống bản địa khác), với số lượng cừu ở Anh là hơn 3000. Trên đất liền, giống cừu này được quản lý bởi Hiệp hội cừu Shetland.

### Xuất khẩu và lịch sử bên ngoài đảo Shetland
Một con cừu Shetland đực đã được Tổng thống Hoa Kỳ Thomas Jefferson giữ trong vài năm vào đầu thế kỷ XIX. Không giống như cừu Shetland hiện đại (nhưng giống như một số giống có liên quan), con này có bốn sừng. Nó được giữ với khoảng 40 con cừu khác trên Quảng trường của Tổng thống trước Nhà Trắng. Vào mùa xuân năm 1808, nó đã tấn công một số người đã dùng các đường tắt trên quảng trường, làm bị thương một số người và giết chết một cậu bé. Sau khi được chuyển đến khu nhà riêng của Jefferson tại Monticello, nó cuối cùng đã bị giết sau khi giết một số con đực khác: nó được mô tả bởi Jefferson là"con vật đáng ghê tởm này". Tuy nhiên, những con cừu Shetland hung hăng như vậy là điều không bình thường.
Ở Bắc Mỹ, đàn cừu gốc của cừu Shetland không tồn tại. Các lần nhập khẩu khác đã được thực hiện vào đầu thế kỷ XX, đáng chú ý nhất là cho WW Burch của Coopersville, MI (vợ của Biên tập viên Người chăn cừu Mỹ lúc bấy giờ), và ông LV Harkness của Walnut Hall (cùng tên với danh tiếng của Standardbred Horse). Có những ghi chép về những đàn cừu này cho rằng chúng tồn tại cho đến năm 1916, và cũng có ghi chép về một đàn khác ở Illinois vào năm 1917. Đến năm 1921, người ta đã ghi lại rằng cừu Shetland không thể được mua ở Mỹ (The Sheep Breeder, 1921). Mãi đến giữa thế kỷ XX, Shetlands mới được nhập khẩu vào Canada, và sau đó từ Canada vào Hoa Kỳ vào những năm 1980. Kể từ đó, một Cơ quan Đăng ký Cừu Shetland Bắc Mỹ đã được thành lập, và hiện có hàng ngàn giống cừu trong khu vực.

### Chăn nuôi hiện đại
Ngày nay, cừu Shetland chủ yếu được nuôi ở các hòn đảo Shetland và một số nơi khác. Điều này là do khả năng sống sót của chúng trên vùng đất xấu. Tính tình ngoan ngoãn của chúng cũng là một điểm thu hút lớn trong việc nuôi giữ cừu Shetland. Chúng được nuôi phổ biến nhất cho len được đánh giá cao, nhưng chúng cũng có thể được giữ để lấy thịt.

## Đặc điểm giống

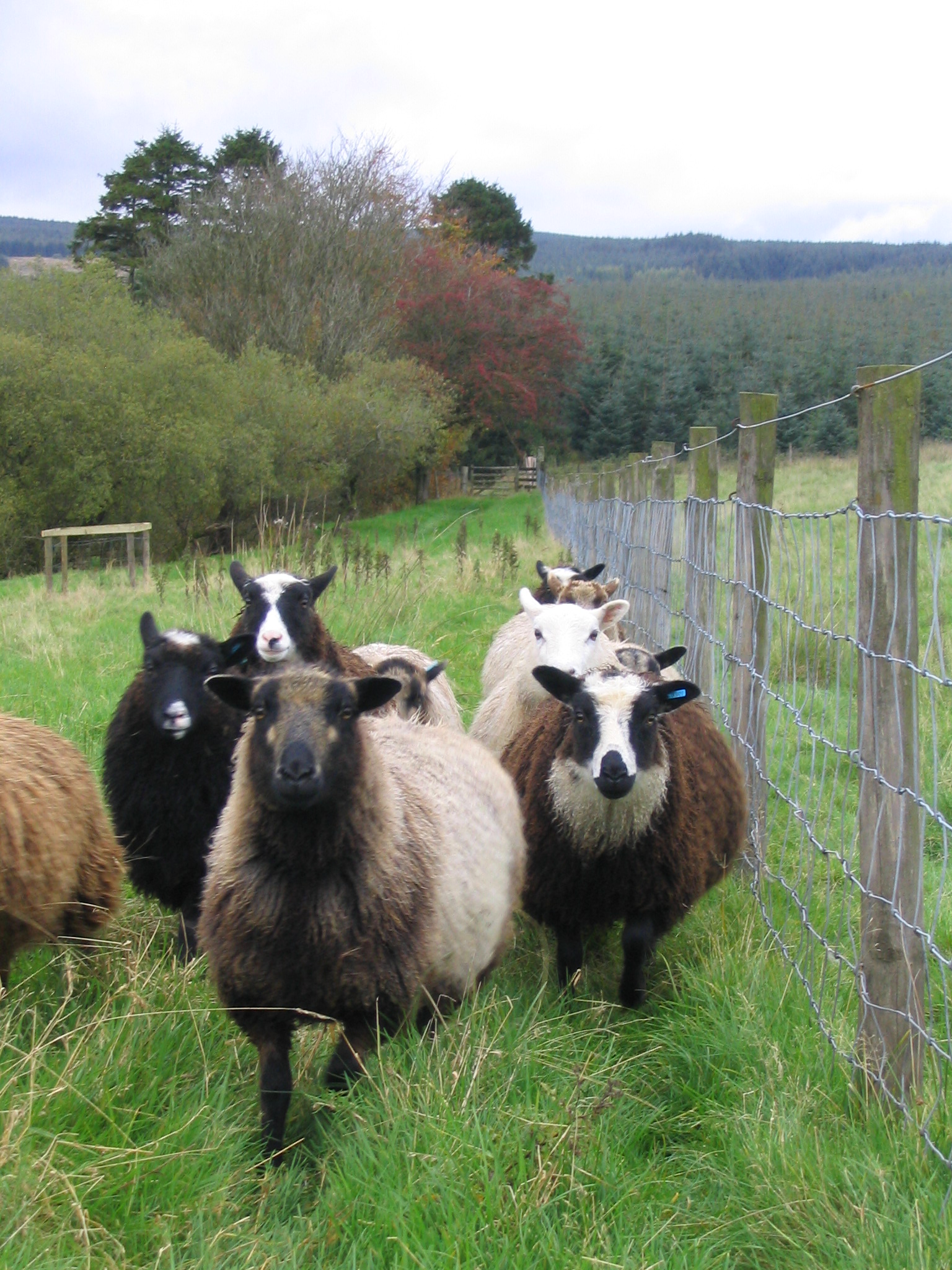
Cừu Shetland xuất hiện trong một loạt các màu sắc, nhiều trong số đó được gọi theo tên truyền thống của chúng bởi các nhà lai tạo.

Shetland là một trong những giống cừu nhỏ nhất của Anh. Cừu cái thường không có sừng và cừu đực thường có sừng, mặc dù các cừu cái có sừng và cừu đực không có sừng vẫn thỉnh thoảng xuất hiện. Giống này được chú ý bởi lông cừu rất mịn, mềm và chất lượng cao của thịt, mặc dù kích thước nhỏ hơn của nó giới hạn sử dụng trong thị trường thịt thương mại. Chúng là những động vật có thân hình nhỏ, với một ít len trên mặt, mũi hoặc chân, nhưng không quá nhiều. Chân có chiều dài trung bình và xương mịn. Chúng có đôi tai nhỏ, cứng. Một đặc điểm khác biệt của cừu đuôi ngắn phía bắc là đuôi ngắn, hình sán, rộng ở gốc, thon nhọn đến một điểm và phủ về phía chóp trên đầu, không phải là lông cừu.
Cừu Shetland có nhiều màu sắc và hoa văn khác nhau, hầu hết trong số đó có tên truyền thống cụ thể. Con đực có khối lượng khoảng 90 đến 125 lb (41 đến 57 kg) và con cái nặng khoảng 75 đến 100 lb (34 đến 45 kg).

### Lông
Len được sản xuất bởi cừu Shetland trong lịch sử là một mặt hàng có giá trị. Cừu Shetlands tạo ra nhiều sắc thái màu len (xem bên dưới), và sự đa dạng này có ý nghĩa thương mại đối với ngành công nghiệp len của quần đảo Shetland, nơi len tự nhiên thường được sử dụng. Tuýt cũng được sản xuất từ len Shetland thô, nhưng quần đảo nổi tiếng với hàng dệt kim nhiều màu (được sản xuất bằng cách đan Fair Isle) và cho những chiếc khăn choàng dệt kim truyền thống rất đẹp, chúng sẽ đi qua một chiếc nhẫn cưới. Vải lông cừu thường nặng từ 2 và 4 lb (0,9 và 1,8 kg).
Vào tháng 11 năm 2011, len Shetland được sản xuất tại Shetland đã đạt được trạng thái địa lý được bảo vệ với phân loại được chỉ định bảo vệ nguồn gốc (PDO) là"Len Shetland bản địa". Đó là sản phẩm phi thực phẩm đầu tiên ở Anh nhận được trạng thái này.

#### Màu sắc và hoa văn
Cừu Shetland có thể hiển thị hầu hết tất cả các màu sắc và hoa văn có thể của cừu (một số trong số đó vẫn đang được xếp vào mục lục), mặc dù moorit rắn và trắng rắn (nâu đỏ) hoặc đen là phổ biến nhất. Nhiều màu sắc và hoa văn có tên phương ngữ Shetland - những từ này bắt nguồn từ ngôn ngữ Norn trước đây được nói ở Shetland, và các tên tương tự cũng được sử dụng trong ít nhất một ngôn ngữ Bắc Âu khác: tiếng Iceland.
Mười một màu chính được công nhận bởi hiệp hội giống (hầu hết bao gồm nhiều sắc thái khác nhau): xám nhạt, xám, trắng, emsket (xám mờ), xạ hương (nâu xám nhạt), shaela (xám đậm), đen, màu nâu vàng, moorit (nâu đỏ), mioget (tông màu mật ong, nâu vàng) và nâu sẫm.
30 mẫu áo khoác và dấu rạch khác nhau được công nhận, nhiều trong số đó có thể xảy ra kết hợp. Chúng bao gồm katmoget ("mặt lồi lõm": bụng tối và bóng tối quanh mũi và mắt, nhẹ hơn ở nơi khác), gulmoget ("masyon", mặt trái của katmoget: bụng sáng, mặt tối có vết sáng quanh mắt, tối ở nơi khác), yuglet (nói chung là ánh sáng với các mảng"gấu trúc"tối quanh mắt), bleset (tối với mặt trắng sáng xuống), smirslet (đánh dấu màu trắng quanh mõm), sokket (với vớ trắng trên chân), bersugget (miếng vá không đều khác nhau màu sắc) và bielset (với cổ áo có màu khác nhau).

### Cừu con
Giống như các giống cừu"nguyên thủy"khác, cừu Shetland cái có tính thời vụ cao, trở nên màu mỡ vào tháng 10 và tháng 11 (ở Bắc bán cầu) và cừu con vào mùa xuân hoặc mùa hè. Trên vùng chăn thả nghèo nàn của Shetland, tỷ lệ cừu là khoảng 130%. Tuy nhiên, khi các cừu cái ở trên đồng cỏ tốt hơn, cừu con sinh đôi phổ biến hơn, đặc biệt là từ các cừu trưởng thành. Cừu Shetland cái là có sức sống mãnh liệt, nuôi con và sản xuất nhiều sữa. Những chú cừu khỏe mạnh được sinh ra với cân nặng từ 4 và 7 lb (2 và 3 kg).